# 2 juin
Pour les articles homonymes, voir Deux-Juin.
2 mai 2 juillet
Chronologies thématiques
- Croisades
- Ferroviaires
- Sports
- Disney
- Anarchisme
- Catholicisme

Abréviations / Voir aussi
- (° 1852) = né en 1852
- († 1885) = mort en 1885
- a.s. = calendrier julien
- n.s. = calendrier grégorien
- Calendrier
- Calendrier perpétuel
- Liste de calendriers
- Naissances du jour

Le 2 juin est le 153e jour, moins souvent le 154e, de l'année du calendrier grégorien ; il en reste ensuite 212.
Son équivalent était généralement le 14 prairial du calendrier républicain ou révolutionnaire français, officiellement dénommé jour de l'acacia (la variété d'arbres ou arbustes).

## Événements

### Vesiècle
- 455 : les Vandales entrent dans Rome et en entament le pillage.

### XIesiècle
- 1098 : prise d'Antioche.

### XIIesiècle
- 1183 : bataille de Kurikara.

### XIIIesiècle
- 1216 : le prince français Louis, fils et héritier du roi Philippe II Auguste, et père du futur saint Louis, s'empare de Londres et se fait proclamer roi d'Angleterre.

### XVIIIesiècle
- 1780 : début des Gordon Riots, à Londres.
- 1793 : François Hanriot, chef de la Garde nationale parisienne, fait arrêter vingt-deux Girondins désignés par Jean-Paul Marat ; c'est l'éviction des Girondins, la Convention devient montagnarde.

### XXesiècle
- 1941 : des parachutistes allemands massacrent des civils grecs en Crète, au village de Kondomari (en).
- 1946 : la fin de la monarchie italienne est décidée par référendum ; l'Italie devient une république.
- 1949 : fin de la campagne de Shanghaï (en) (démarrée le 12 mai), qui voit les troupes de l'Armée populaire de libération, dirigées par Chén Yì s'emparer de la ville éponyme, au cours de la Guerre Civile Chinoise.
- 1953 : couronnement d'Élisabeth II, devenue reine le 6 février 1952 à la mort de son père, le roi George VI du Royaume-Uni. Première retransmission internationale d'un événement en direct par la télévision.
- 1958 : le nouveau président du Conseil Charles de Gaulle obtient les pleins pouvoirs de l'Assemblée pour six mois, avec mission d'élaborer une nouvelle constitution.
- 1972 : arrestation d'Andreas Baader[2].
- 1997 : nomination de Lionel Jospin comme Premier ministre en France.

### XXIesiècle
- 2014 :
  - annonce de l'abdication du roi Juan Carlos Ier d'Espagne en faveur de son fils, Felipe.
  - le Télangana devient le 29e État de la République de l’Inde.
- 2016 : début de l'offensive de Tabqa, lors de la guerre civile syrienne.
- 2018 : en Espagne, Pedro Sánchez remplace Mariano Rajoy comme président du gouvernement après l'adoption de la première motion de censure depuis 1978.

- 2019 : un double référendum a lieu à Saint-Marin, par lequel les électeurs sont amenés à se prononcer sur deux projets : une initiative populaire proposant de conditionner la tenue d'un second tour lors des élections législatives nationales à l'échec d'une période de négociation pour la formation d'une coalition, ainsi qu'un projet de loi parlementaire étendant la protection contre les discriminations assurées par la constitution à celles basées sur l'orientation sexuelle.

- 2020 : début de la 2de phase de déconfinement à la suite du Covid-19 en France.
- 2021 : l'ancien ministre israëlien Isaac Herzog (médaillon photo ci-contre) est élu président de l'État hébreu par les députés de la Knesset[3].
- 2024 : au Mexique, Claudia Sheinbaum (photo) est élue présidente du pays[4], c'est la première femme à accéder à cette fonction.

## Sciences et techniques
- 1953 : annonce qu'Edmund Hillary et Tensing Norgay sont les premiers hommes à avoir atteint le sommet de l'Everest montagne la plus haute du monde terrestre émergé quatre jours auparavant.

## Économie et société
- 1961 : le président américain Kennedy et son épouse sont reçus à Paris par le président général de Gaulle et la sienne[5].
- 2022 : premier de quatre jours de festivités britanniques et au-delà, en l'honneur de leur reine Elizabeth II et de son jubilé de platine (70 années de règne, le plus long de l'Histoire de la seule Angleterre au moins).
- 2023 : en Inde, une collision impliquant trois trains survient à côté de Balasore dans l'État d'Odisha, 275 personnes sont tuées et 1 175 autres blessées[6].
- 2025 : au Mali, le Groupe de soutien à l'islam et aux musulmans tue entre trente à soixante militaires à Tombouctou[7].

## Naissances

### XVesiècle
- 1448 : Domenico Ghirlandaio, peintre florentin († 11 janvier 1494).

### XVIesiècle
- 1535 : Léon XI (Alexandre Octavien de Médicis / Alessandro Ottaviano di Medicis dit Leo XI en latin, Leone XI en italien), 232e pape catholique éphémère quelques jours en avril 1605 le mois même de sa mort († 27 avril 1605).
- 1535 : Francisco Ribalta, peintre espagnol († 14 janvier 1628).

### XVIIesiècle
- 1621 : Isaac van Ostade, peintre néerlandais († 16 octobre 1649).

### XVIIIesiècle
- 1734 : Jacques Antoine Mourgue, homme politique français († 15 janvier 1818).
- 1740 : Donatien Alphonse François de Sade, écrivain français († 2 décembre 1814).
- 1743 : Giuseppe Balsamo, aventurier italien († 26 août 1795).

### XIXesiècle
- 1802 : Arend Friedrich August Wiegmann, zoologiste allemand († 15 janvier 1841).
- 1823 : Gédéon Ouimet, homme politique québécois († 23 avril 1905).
- 1828 : Wilfred Hudleston Hudleston, géologue britannique († 29 janvier 1909).
- 1831 : Victor Gustave Lefèvre, compositeur et pédagogue français († 17 mars 1910).
- 1835 : Pie X (Giuseppe Melchiorre Sarto dit), 257e pape († 20 août 1914).
- 1840 : Thomas Hardy, écrivain britannique († 11 janvier 1928).
- 1849 : Albert Besnard, peintre et graveur français († 4 décembre 1934).
- 1857 : Edward Elgar, compositeur britannique († 23 février 1934).
- 1862 : Émile Mâle, historien d'art français († 6 octobre 1954).
- 1863 : Felix Weingartner, chef d’orchestre et compositeur autrichien († 7 mai 1942).
- 1883 : August Ackermann, prêtre catholique et publiciste suisse († 18 février 1968).
- 1895 : 
  - Jean Larrieu, joueur de rugby à XV français († 27 janvier 1989).
  - Jean Villard-Gilles, poète, chansonnier, comédien, écrivain et compositeur suisse († 26 mars 1982).

### XXesiècle
- 1902 : Georges Coudray, homme politique français († 10 janvier 1998).
- 1904 :
  - Valaida Snow, chanteuse et musicienne américaine de jazz († 30 mai 1956).
  - Johnny Weissmuller, nageur et acteur américain († 20 janvier 1984).
- 1917 :
  - Georges Aubert, comédien français († 18 décembre 2014).
  - Heinz Sielmann, professeur d'écologie et cinéaste allemand (+ 6 octobre 2006).
- 1920 : 
  - Jean-Marie Le Scraigne, conteur et écrivain français d'origine bretonne († 11 décembre 2016).
  - Tex Schramm (en), gestionnaire de football américain († 15 juillet 2003).
- 1922 :
  - Juan Antonio Bardem, cinéaste espagnol († 30 octobre 2002).
  - Jean-Marie Coldefy, homme de télévision français († 23 juin 2008).
  - Charlie Sifford, golfeur américain († 3 février 2015).
- 1924 : Claude Fuzier, homme politique français († 22 janvier 1997).
- 1926 : Michel Jourdan (Michel Yves René Leray dit), acteur français et nantais († 4 août 1985 ?).
- 1928 : Jacques Sereys, acteur français sociétaire honoraire de la Comédie-Française († 31 décembre 2022).
- 1929 : Ken McGregor, golfeur australien († 1er décembre 2007).
- 1930 :
  - Charles Conrad, astronaute américain († 8 juillet 1999).
  - Claude Véga (Claude Thibaudat dit), imitateur, humoriste et comédien français († 11 avril 2022).
- 1931 : Amado García Guerrero, militaire dominicain († 2 juin 1961).
- 1932 :
  - Marthe Choquette, actrice québécoise († 8 février 2005).
  - Sammy Turner (en), chanteur américain.
- 1934 :
  - Johnny Carter (en), chanteur américain des groupes The Dells et The Flamingos († 21 août 2009).
  - Jacques Duval, journaliste et chroniqueur automobile, animateur et auteur québécois († 6 février 2024).
- 1935 :
  - Dimitri Kitsikis, historien grec († 28 août 2021).
  - Carol Shields, romancière canadienne († 16 juillet 2003).
- 1936 : Volodymyr Holubnychy, athlète ukrainien spécialiste de la marche, double champion olympique († 16 août 2021).
- 1937 :
  - Jimmy Jones, chanteur et compositeur américain († 2 août 2012).
  - Sally Kellerman, actrice américaine († 24 février 2022).
  - Robert Paul, patineur artistique canadien.
- 1938 : Maïté (Marie-Thérèse Ordonez dite), restauratrice et animatrice gastronomique française.
- 1939 :
  - Jean-Pierre Gaillard (Bernard Tixier dit), journaliste français, ancien chroniqueur boursier à Radio France.
  - Charles Miller (en), musicien américain du groupe War († 14 juin 1980).
- 1940 : 
  - Constantin de Grèce, dernier souverain de Grèce, champion olympique de voile († 10 janvier 2023).
  - Muguette Fabris, enseignante française charentaise élue Miss Poitou 1962, Miss Île-de-France 1962, Miss France 1963 et 5e dauphine de Miss Monde 1963.
- 1941 :
  - Stacy Keach, acteur américain.
  - Lou Nanne, joueur, entraîneur-chef et directeur général canadien de hockey sur glace.
  - Irène Schweizer, figure suisse internationale de piano et de percussion en free jazz et musique improvisée, concertiste soliste et duettiste.
  - Cécile Vassort, actrice et chanteuse française.
  - Charlie Watts, musicien britannique, batteur du groupe The Rolling Stones († 24 août 2021).
- 1943 :
  - Ilayaraja, compositeur, scénariste et acteur indien.
  - Crescenzio Sepe, cardinal italien, archevêque émérite de Naples.
  - Gilles Taurand, scénariste et écrivain français.
- 1944 : Marvin Hamlisch, pianiste, compositeur et chef d'orchestre américain († 6 août 2012).
- 1945 : Georges Lech, footballeur français.
- 1946 :
  - Lasse Hallström, réalisateur et scénariste suédois.
  - Barbara Ann Kelly[réf. souhaitée], chanteuse, musicienne et danseuse américaine, deuxième "matriarche historique" de la troupe folklorique The Kelly Family.
  - Peter Sutcliffe, tueur en série anglais.
- 1947 : 
  - Marie-Hélène Breillat, actrice, artiste peintre et écrivaine française.
  - Martin Lamotte, humoriste puis acteur français.
- 1948 : 
  - Guy Gasparotto, joueur de rugby à XV français.
  - Jerry Mathers, acteur américain.
- 1950 : 
  - Hélène Delavault, chanteuse mezzo-soprano lyrique française (et dinardaise).
  - Dominique Mortemousque, homme politique français.
- 1951 :
  - Gilbert Baker, artiste et militant des droits civiques (+ 31 mars 2017).
  - Gabriel Báñez, écrivain argentin († juillet 2009).
  - Maguy Marin, danseuse et chorégraphe française.
  - Larry Robinson, joueur et entraîneur-chef canadien de hockey sur glace.
- 1952 :
  - Gary Bettman, administrateur de sport américain, commissaire de la Ligue nationale de hockey.
  - Catherine Wagener, actrice française.
- 1953 : Craig Stadler, golfeur américain.
- 1954 :
  - Élisabeth Commelin, actrice française.
  - Claude Greff, femme politique française.
  - Dennis Haysbert, acteur américain.
- 1955 :
  - Dana Carvey, acteur américain.
  - Michael Steele, musicienne américaine du groupe The Bangles.
- 1956 :
  - Mario Malouin, dessinateur québécois de bande dessinée.
  - Mark Polansky, astronaute américain.
  - Mani Ratnam, réalisateur indien.
- 1957 : 
  - Bartabas (Clément Marty dit), cavalier et metteur en scène équin français.
  - Valeria Răcilă, rameuse d'aviron roumaine, championne olympique.
- 1958 : Lex Luger, joueur de football canadien, catcheur et joueur de foot U.S. américain.
- 1960 : 
  - Olga Bondarenko, athlète soviétique spécialiste du fond et du demi-fond, championne olympique.
  - Tony Hadley, chanteur anglais du groupe Spandau Ballet.
- 1961 : 
  - Liam Cunningham, acteur irlandais.
  - Suzanne Myre, écrivaine canadienne.
- 1962 : 
  - Denis Baupin, homme politique français.
  - Guy Lecluyse, comédien et humoriste français.
- 1963 : Bernard Cazeneuve, homme politique français.
- 1964 : Caroline Link, réalisatrice et scénariste allemande.
- 1965 :
  - Russ Courtnall, joueur de hockey sur glace canadien.
  - Odile Renaud-Basso, haute fonctionnaire française.
- 1966 : Petra van Staveren, nageuse néerlandaise, championne olympique.
- 1967 : 
  - JB Mpiana, chanteur, danseur-chorégraphe et auteur-compositeur-interprète congolais de rumba, de ndombolo.
  - Fred Paronuzzi, écrivain français.
  - Mike Stanton, lanceur de baseball américain.
- 1968 : Anne Briand-Bouthiaux, biathlète française.
- 1970 : B-Real (Louis Freese dit), musicien américain du groupe Cypress Hill.
- 1971 : Rustam Sharipov, gymnaste ukrainien, double champion olympique.
- 1972 : 
  - Wentworth Miller, acteur américain.
  - Ekaterina Karsten, rameuse d'aviron biélorusse, double championne olympique.
- 1976 :
  - Earl Boykins, basketteur américain.
  - Martin Čech, joueur de hockey sur glace tchèque († 6 septembre 2007).
  - Bulcsú Székely, joueur de water-polo hongrois, champion olympique.
- 1977 : Zachary Quinto, acteur américain.
- 1978 :
  - Nicolas Bal, skieur de combiné nordique français.
  - Dominic Cooper, acteur britannique.
  - Nikki Cox, actrice américaine.
  - Justin Long, acteur, producteur et scénariste américain.
  - AJ Styles (Allen Neal Jones dit), catcheur américain.
- 1979 : Natalia Rodriguez, athlète de demi-fond espagnole.
- 1980 : Guilherme Giovannoni, basketteur italo-brésilien.
- 1981 :
  - Nikolay Davydenko, joueur de tennis russe.
  - Nicolas Plestan, footballeur français.
- 1982 : Jewel Staite, actrice canadienne.
- 1983 :
  - Maxime Baca, footballeur français.
  - Christopher Higgins, joueur de hockey sur glace américain.
  - Fredrik Stenman, footballeur suédois.
  - Aline Zeler, footballeuse belge.
- 1984 : Tyler Farrar, cycliste sur route américain.
- 1987 :
  - Coralie Balmy, nageuse française.
  - Yoann Huget, joueur de rugby français.
  - Kokoro Saegusa, mannequin japonais.
- 1988 :
  - Sergio Agüero, footballeur argentin.
  - Patrik Berglund, joueur de hockey sur glace suédois.
  - Amber Marshall, actrice canadienne.
- 1989 :
  - Freddy Adu, footballeur américain.
  - Davide Appollonio, cycliste sur route italien.
- 1990 : Michal Kwiatkowski, cycliste sur route polonais.
- 1994 : Yacouba Camara, joueur de rugby français.
- 1998 :
  - Tereza Mihalíková, joueuse de tennis slovaque.
  - Mayco Vivas, joueur de rugby argentin.

## Décès

### Xesiècle
- 910 : Richilde d'Ardennes, impératrice d'Occident, seconde épouse de Charles II le Chauve (° vers 845).
- 958 : Oda le Sévère, archevêque de Cantorbéry (° supposé 875).

### XVIIIesiècle
- 1701 : Madeleine de Scudéry, femme de lettres française (° 15 novembre 1607).
- 1727 : Johan Gabriel Sparwenfeld, orientaliste, diplomate et linguiste suédois (° 17 juillet 1655).
- 1786 : Jean-Paul de Gua de Malves, savant français (° vers 1712).

### XIXesiècle
- 1814 : Joachim Zinner, paysagiste néo-classique établi à Bruxelles (° 1742).
- 1833 : Anne Jean Marie René Savary, militaire français (° 26 avril 1774).
- 1835 : François-Étienne Kellermann, général français (° 4 août 1770).
- 1881 : Émile Littré, lexicographe français (° 1er février 1801).
- 1882 : Giuseppe Garibaldi, homme politique italien (° 4 juillet 1807).
- 1885 : Charles-Antoine de Hohenzollern-Sigmaringen, ministre-président de Prusse (° 7 septembre 1811).
- 1886 : Alexandre Ostrovski, dramaturge russe (° 31 mars 1823).
- 1900 : Samory Touré, souverain d'Afrique de l'Ouest (° 1830).

### XXesiècle
- 1925 : Thomas Kurialacherry, évêque indien, vénérable catholique (° 14 janvier 1873).
- 1937 : Louis Vierne, organiste français (° 8 octobre 1870).
- 1941 : Lou Gehrig, joueur de baseball américain (° 19 juin 1903).
- 1945 : Lucien Bunel, prêtre français (° 29 janvier 1900).
- 1948 : Karl Brandt, médecin nazi allemand, médecin personnel d’Adolf Hitler (° 8 janvier 1904).
- 1950 : Didier Masson, aviateur français (° 23 février 1886).
- 1951 : Alain (Émile-Auguste Chartier dit), philosophe français (° 3 mars 1868).
- 1961 :
  - Amado García Guerrero, militaire dominicain (° 2 juin 1931).
  - Chéri Hérouard (Chéri-Louis-Marie-Aimé Haumé dit), illustrateur français (° 6 janvier 1881).
  - George Kaufman, écrivain américain (° 16 novembre 1889).
- 1968 :
  - André Mathieu, pianiste et compositeur québécois (° 18 février 1929).
  - Richard Norris Williams, joueur de tennis américain (° 29 janvier 1891).
- 1970 :
  - Albert Lamorisse, réalisateur français (° 13 janvier 1922).
  - Bruce McLaren, pilote automobile néo-zélandais (° 30 août 1937).
  - Giuseppe Ungaretti, poète italien (° 8 février 1888).
- 1976 : Juan José Torres, homme D’État bolivien, président de 1970 à 1971, mort assassiné (° 5 mars 1920).
- 1977 : Stephen Boyd, acteur britannique (° 4 juillet 1931).
- 1982 : 
  - Charles-Eugène Parent, évêque catholique québécois (° 22 avril 1902).
  - Willie Smith, joueur de snooker britannique (° 25 janvier 1886).
- 1986 : Aurèle Joliat, joueur de hockey sur glace canadien (° 29 août 1901).
- 1987 :
  - Sammy Kaye, musicien américain (° 13 mars 1910).
  - Andrés Segovia, guitariste espagnol (° 21 février 1893).
- 1990 : Rex Harrison, acteur britannique (° 5 mars 1908).
- 1992 : Philip Dunne, scénariste et réalisateur américain (° 11 février 1908).
- 1993 :
  - Mario Comensoli, peintre suisse (° 15 avril 1922).
  - Tahar Djaout, écrivain algérien (° 11 janvier 1954).
  - Johnny Mize, joueur de baseball américain (° 7 janvier 1913).
- 1996 :
  - John Alton, directeur de la photographie et réalisateur américain (° 5 octobre 1901).
  - Onésime Boucheron, cycliste sur route français (° 10 février 1904).
  - Leon Garfield, écrivain britannique (° 14 juillet 1921).
  - Pilar Lorengar, soprano espagnole (° 16 janvier 1928).
  - Amos Tversky, psychologue israélien (° 16 mars 1937).
- 1997 : Helen Jacobs, joueuse de tennis américaine (° 6 août 1908).
- 1998 :
  - Mihai Ioan Botez, neurologue roumain (° 29 juin 1927).
  - Junkyard Dog, catcheur américain (° 13 décembre 1952).
  - Gonzalo Martínez Ortega, réalisateur et scénariste mexicain (° 27 avril 1934).
  - Horace Savelli, militaire français et Compagnon de la Libération (° 27 novembre 1906).
  - Dorothy Stickney, actrice américaine (° 21 juin 1896).
- 1999 :
  - Ulric Blackburn, homme politique québécois (° 19 octobre 1926).
  - Junior Braithwaite, chanteur et musicien jamaïcain des Wailers (° 4 avril 1949).
- 2000 :
  - Sviatoslav Fiodorov, ophtalmologue et homme politique soviétique puis russe (° 8 août 1927).
  - Mikhail Schweitzer, réalisateur et scénariste soviétique puis russe (° 16 février 1920).
  - Félix Week, footballeur belge (° 6 janvier 1929).

### XXIesiècle
- 2001 : Joey Maxim, boxeur américain (° 28 mars 1922).
- 2002 : Boyd Bennett (en), chanteur et compositeur américain (° 7 décembre 1924).
- 2005 :
  - Lucien Cliche, homme politique québécois (° 4 août 1916).
  - Samir Kassir, journaliste libanais (° 5 mai 1960).
  - Melita Norwood, espionne britannique (° 25 mars 1912).
  - Pastor Vega, cinéaste cubain (° 12 février 1940).
- 2006 : Vince Welnick, claviériste américain du groupe Grateful Dead (° 21 février 1951).
- 2008 :
  - Bo Diddley, chanteur et guitariste de blues américain (° 30 décembre 1928).
  - Mel Ferrer, acteur, réalisateur et producteur américain (° 25 août 1917).
- 2009 : David Eddings, écrivain américain (° 7 juillet 1931).
- 2011 : Ray Bryant, pianiste et compositeur de jazz américain (° 24 décembre 1931).
- 2012 : Kathryn Joosten, actrice américaine (° 20 décembre 1939).
- 2013 :
  - Mario Bernardi, musicien et chef d’orchestre canadien (° 20 août 1930).
  - Mandawuy Yunupingu, musicien australien (° 17 septembre 1956).
- 2016 :
  - Klaus Biemann, biochimiste et professeur austro-américain (° 2 novembre 1926).
  - Walter Curley, diplomate américain, ambassadeur en Irlande de 1975 à 1977, puis en France de 1989 à 1993 (° 17 septembre 1922).
  - Thomas Kibble, physicien et professeur britannique (° 23 décembre 1932).
  - Abderrahmane Meziani (عبد الرحمان مزياني), joueur de football algérien (° 12 mai 1942).
  - Andrzej Niemczyk, joueur puis entraîneur de volleyball polonais (° 16 janvier 1944).
- 2017 :
  - Léon Lemmens, évêque catholique belge (° 16 mars 1954).
  - Sonja Sutter, actrice allemande (° 17 janvier 1931).
  - Jeffrey Tate, chef d'orchestre britannique (° 28 avril 1943).
  - Tom Tjaarda, designer américain (° 23 juillet 1934).
- 2019 : Yannick Bellon (Marie-Annick dite), monteuse, scénariste, réalisatrice et productrice française (° 6 avril 1924).
- 2020 :
  - Werner Böhm, chanteur et musicien allemand (° 5 juin 1941).
  - John Cuneo, skipper australien (° 16 juin 1928).
- 2021 : 
  - Philippe Berre, escroc français (° 6 juin 1954).
  - Marcel Czermak, psychiatre et psychanalyste français (° 4 octobre 1941).
  - Raymond Donovan, homme politique américain (° 31 août 1930).
  - Eric Mobley, basketteur américain (° 1er février 1970).
  - Ottorino Sartor, footballeur péruvien (° 18 septembre 1945).
  - Bill Scanlon, joueur de tennis américain (° 13 novembre 1956).
- 2022 : 
  - José Luccioni, acteur et directeur artistique français (° 1er août 1949).
  - Valentin Oehen, homme politique suisse (° 26 juin 1931).
  - Bhajan Sopori, santouriste et compositeur indien (° 22 juin 1948).
  - Uri Zohar : acteur, réalisateur et rabbin israélien (° 4 novembre 1935).
- 2023 : 
  - Joël Froment, peintre et sculpteur français (° 27 avril 1938).
  - Willie Marshall, hockeyeur sur glace canadien (° 1er décembre 1930).
  - Philippe Pozzo di Borgo, homme d'affaires français (° 14 février 1951).
  - Philippe Rondest, acteur, metteur en scène et dramaturge français (° 11 mars 1947).
  - Kaija Saariaho, compositrice finlandaise (° 14 octobre 1952).
  - Jean Salis, pilote d'avion, collectionneur, restaurateur et conservateur du patrimoine aéronautique français (° 26 février 1937).
  - Reno Salvail, artiste multidisciplinaire, photographe, auteur et conférencier canadien (° 1947).
  - Yukiko Takayama, scénariste et réalisatrice japonaise (° 4 avril 1940).
  - Medet Tchobanov, turcologue et toponymiste russe puis azerbaïdjanais (° 11 avril 1937).
- 2024 : 
  - Larry Allen, joueur de foot U.S américain (° 27 novembre 1971).
  - Rob Burrow, joueur de rugby à XIII anglais (° 26 septembre 1982).
  - Carl Cain, basketteur international américain (° 2 août 1934).
  - Jeannette Charles, actrice britannique (° 15 octobre 1927).
  - Edgardo Cozarinsky, écrivain, scénariste et réalisateur argentin (° 13 janvier 1939).
  - Emma Lou Diemer, pianiste, compositrice, musicologue et enseignante américaine (° 24 novembre 1927).
  - Nicolas Gruson, nageur français (° 26 septembre 1974).
  - David Lévy, homme politique israélien (° 21 décembre 1937).
  - Janis Paige, actrice américaine (° 16 septembre 1922).
  - Harold Snoad, producteur et réalisateur britannique (° 28 août 1935).
- 2025 : 
  - Errol Bennett, footballeur français (° 7 mai 1950).
  - Birgit Carlstén, actrice et chanteuse suédoise (° 8 décembre 1949).
  - Abdelhak El Merini, historien, haut fonctionnaire et écrivain marocain (° 31 mai 1934).
  - Henry Leppä, hockeyeur sur glace finlandais (° 12 mars 1947).
  - Pierre Nora, historien français (° 17 novembre 1931).
  - Morris Talansky, homme d'affaires américain (° 27 janvier 1933).
  - Xu Qiliang, militaire et homme politique chinois (° 29 mars 1950).

## Célébrations

### Internationales
- Journée internationale des travailleuses et travailleurs du sexe[8] ;
- « Journée mondiale pour un tourisme responsable » (exceptionnellement avancée au 1er juin en 2012)[9].

### Nationales
- Argentine :
  - día del bombero voluntario / « jour des pompiers volontaires »[10] ;
  - día del graduado en ciencias económicas / « jour des diplômés en sciences économiques »[11] ;
  - día nacional del perro / « journée nationale du chien »[12] ;
  - día de la persona enferma de miastenia gravis / « jour des malades de la myasthénie »)[13].
- Italie (Union européenne à zone euro) : fête de la République (voir le décès de Garibaldi ci-avant).

### Saints des Églises chrétiennes

#### Saints catholiques et orthodoxes du jour
- Adalgis de Thiérache († vers 670) - ou « Algis » ou « Algise » -, ermite.
- Blandine de Lyon († 177), martyre.
- Demetrios de Philadelphie (VIIe siècle), prêtre et martyr.
- Érasme de Formia († 301 ou 303), « saint Elme », prêtre (ou évêque) originaire d'Antioche, martyr avec vingt mille autres à Ochrid en Macédoine alors province romaine sous Maximien Hercule.
- Eugène Ier († 657), Pape (75e) .
- Majan d'Antioche, († 610), évêque dans la région sud du diocèse d'Auch.
- Marcellin et Pierre († 304), prêtres, exorcistes, martyrs à Rome sous Dioclétien.
- Nicéphore Ier de Constantinople († 828), patriarche de Constantinople[14].
- Pothin de Lyon († 177), évêque, avec Blandine de Lyon ci-avant et plus de quarante autres martyrs à Lyon.
- Vartan et ses compagnons († 451), martyrs.

#### Saints et bienheureux catholiques du jour
- Guy d'Acqui († 1070), évêque.
- Joseph Thao Tiên († 1954), bienheureux, Martyr au Laos.
- Nicolas le Pèlerin († 1094), Pèlerin
- Sadoc et ses compagnons († 1259), martyrs.

#### Saint orthodoxe du jour?
Outre les saints œcuméniques voire pré-schismatiques ci-avant, aux dates parfois "juliennes" / orientales...
- Constantin l'Agarénien († 1819), originaire de l'île de Mytilène et néo-martyr à Constantinople[15].
- Jean le Nouveau († 1332), martyr.

### Prénoms du jour
Bonne fête aux Blandine.
Et aussi aux :
- Alcide,
- Elme, Érasme, Erasmus, Érasmus ;
- Jugon,
- Nicéphore,
- Pot(h)in.

## Traditions et superstitions

### Dictons
- « À la saint-Marcellin, beau temps dès le matin. »[16]
- « À la saint-Pothin, bonhomme, sème ton sarrasin. »[17]
- « Beau temps à la saint-Marcellin, assure le pain et le vin. »[18]
- « Le feu de Saint Elme sur le pont, garez de la mer l'entrepont. »[19]
- « Le feu Saint-Elme allant aux mâts indique de vent grands ébats. »[20]
- « Sainte Blandine, bonne pour l’eau, comme pour la farine. »[17]
- « Saint Marcellin, bon pour l'eau, bon pour le vin. »[21]

### Astrologie
Signe du zodiaque : 12e jour du signe astrologique des Gémeaux.

## Toponymie
Les noms de plusieurs voies, places, sites ou édifices de pays ou régions francophones contiennent cette date sous des graphies diverses : voir Deux-Juin .

## Sources, notes et références
- (es)/(en) Cet article est partiellement ou en totalité issu des articles intitulés en espagnol « 2 de junio » (voir la liste des auteurs) et en anglais « June 2 » (voir la liste des auteurs).

1. ↑  Mets favori et (quasi-)exclusif de la girafe, en Afrique, l'acacia.
2. ↑  Camille Lestienne, « Il y a 40 ans s'ouvrait le procès de la bande à Baader », sur Le Figaro.fr, 20 mai 2015 (consulté le 27 janvier 2020).
3. ↑  Le Monde avec AP, AFP et Reuters, « Israël : Isaac Herzog, ancien chef du Parti travailliste, élu président », Le Monde,‎ 2 juin 2021 (lire en ligne, consulté le 2 juin 2023).
4. ↑  « Mexique : qui est Claudia Sheinbaum, la première femme présidente du pays ? », sur leparisien.fr, 2 juin 2024 (consulté le 3 juin 2024).
5. ↑  Atelier de création  Sud-Ouest, « Tout ce qu'il faut savoir sur le tube de Zouk Machine "Maldon" », sur francebleu.fr, 2 juin 2021 (consulté le 2 juin 2023).
6. ↑  Le Monde avec AFP, « En Inde, une collision de trois trains fait au moins 288 morts et près de 850 blessés », Le Monde,‎ 2 juin 2023 (lire en ligne, consulté le 4 octobre 2023).
7. ↑  David Baché, Mali: le Jnim mène des attaques simultanées à Tombouctou et intensifie ses opérations dans le pays, RFI, 2 juin 2025.
8. ↑  « Nous ne laisserons pas les travailleuses du sexe être réduites au silence », sur Le Devoir, 31 mai 2024 (consulté le 10 octobre 2024)
9. ↑  Coalition internationale pour un tourisme responsable.
10. ↑  http://my.firefighternation.com/.
11. ↑  Federación Argentina de Consejos Profesionales de Ciencias Económicas.
12. ↑  Cadena 3.
13. ↑  CEDOM.
14. ↑  « Saint Nicéphore Ier Patriarche de Constantinople (+ 829) », sur Nominis (consulté le 4 juillet 2025).
15. ↑  « Nominis - Saints, Fêtes et Prénoms », sur Nominis (consulté le 2 juin 2023)
16. ↑  Cathy Lafon, « L'éphéméride du 2 juin 2013 », sur Sud Ouest, 2 juin 2013.
17. 1 2  Dictons et proverbes Larousse.
18. ↑  Dicocitations.
19. ↑  Anne-Christine Beauviala, Météo et dictons régionaux, Éd. Christine Bonneton, 2010.
20. ↑  Gabrielle Cosson, Dictionnaire des dictons des terroirs de France, Paris, Larousse, 2010, 380 p. (ISBN 978-2-03-585301-1, présentation en ligne), p. 118.
21. ↑  Saints et dictons du jour.